# Flanders’ Ladder
«Flanders’ Ladder» (с англ. — «Лестница Фландерса») — последний двадцать первый эпизод двадцать девятого сезона мультсериала «Симпсоны». Премьера серии состоялась 20 мая 2018 года на телеканале FOX.
Серия посвящена писателю Тому Вулфу, который умер 14 мая. В 2006 году Вулф сыграл в «Симпсонах» самого себя в серии «Moe‘N’a Lisa».

## Сюжет
Барт предлагает Лизе пройти на ноутбуке «самый сложный тест в мире». Лизе становится интересно испытать свой ум, но на деле тест оказывается розыгрышем. Когда Лиза проходит лабиринт, внезапно появляется скример, который пугает её. Фотографии напуганной Лизы Барт публикует в интернете. Сестра обещает отомстить брату. В это время в столб рядом с домом Симпсонов попадает молния. В доме пропадает интернет и телевизионный сигнал. Мардж предлагает провести время за настольными играми, но Гомер предлагает идею получше. Поскольку электричество в доме всё ещё есть, он достаёт старый видеомагнитофон, чтобы показать детям свою коллекцию видеокассет с записями телевизионных программ прошлого. Во время просмотра кассеты с аэробикой видеомагнитофон зажёвывает плёнку.
Гомер хотел было прочесть в интернете, что нужно делать в этом случае, но интернет пока так и не появился. В окно Симпсон обращает внимание, что у Фландерса интернет в доме есть. Гомер берёт Барта и лестницу и отправляется к дому Неда, чтобы попытаться похитить его роутер. Лезть по лестнице отправляется Барт. В это время Гомер отвлекается на телефон и Барт теряет равновесие. Неожиданно в него попадает молния и он впадает в кому. Доктор Хибберт успокаивает Симпсонов, сообщая, что Барт скоро придёт в себя. Пока же доктор советует семье говорить с сыном. По словам Хибберта, жертвы молний очень внушаемы. Если Барта сейчас поддержать добрыми словами, то это превратит его кому в отдых. Лиза решает воспользоваться этим моментом, чтобы отомстить брату. Она рассказывает ему страшные истории и Барт начинает видеть кошмары…
Барт в ужасе просыпается в своей комнате. В этот момент к нему приходит призрак Мод Фландерс. Барт прячется в домике на дереве, который увешивает крестами. Это не помогает и призрак всё равно продолжает преследовать его. Милхаус на всякий случай даёт Барту визитку своего психотерапевта. За пять минут до прихода Барта этот доктор выпивает яд, поэтому Барту опять приходится иметь дело с привидением. Призрак доктора поясняет мальчику, что видеть привидений могут не все, и у Барта дар. Он объясняет, что некоторые призраки не могут уйти в иной мир, так как у них остались незаконченные дела на Земле. В то же время закончить эти дела сами они теперь не в силах, ведь они умерли и существуют только как привидения. Барт встречает множество призраков, в том числе и ранее умерших персонажей: Мерфи Кровавые Дёсны, отца клоуна Красти раввина Хаймана Крастовски, доктора Марвина Монро и других. Барт выполняет их поручения, чтобы помочь им покинуть земной мир.
В конце концов, остаётся последний призрак, нуждающийся в помощи, которым оказывается Мод Фландерс. Мод просит отомстить Гомеру Симпсону за её смерть. Барт нанимает хулиганов, чтобы те обстреляли Гомера скрученными футболками. Неожиданно от этого розыгрыша Гомер умирает и отправляется на небеса. Барту удаётся разрушить свет небес и вернуть душу Гомера обратно в тело…
Стоя в палате у кровати Барта, Лиза плачет и умоляет брата проснуться. В этот момент Барт выходит из комы и открывает глаза. Брат и сестра примиряются. Барт рассказывает, что он ещё видел, когда был в коме. В конце серии звучит композиция «Breathe Me» австралийской певицы Сиа.

## Приём
Деннис Перкинс с сайта The A.V. Club раскритиковал серию, поставив ей «C-». Ему не понравилось то, как показана Лиза, которая издевается над Бартом, пока тот находится в коме, что не похоже на неё. Так же Перкинсу не понравилось, что главным мучителем Барта становится Мод Фландерс, хотя в прошлом между ними не было вообще никаких отношений. Перкинс отметил, что сюжет серии взят из фильма «Шестое чувство», но, по его мнению, создатели сериала не раскрыли его. При этом он вспомнил про серию «El Viaje Misterioso de Nuestro Jomer», где была интересная трогательная история, так же основанная на галлюцинациях.
В вечер премьеры серию посмотрело 2,1 миллиона человек.